# Maria Teresa Cybo-Malaspina
Maria Teresa Francisca Cybo-Malaspina (em italiano:  Maria Teresa Francesca Cybo-Malaspina; Novellara, 29 de junho de 1725 – Régio da Emília, 29 de dezembro de 1790) foi duquesa soberana de Massa e princesa soberana de Carrara de 1731 até à sua morte em 1790. Era a filha mais velha de Alderano I Cybo-Malaspina e de Ricarda Gonzaga. Foi esposa de Hércules III de Módena e, por isso, duquesa de Módena por casamento.

## Biografia
Maria Teresa nasceu na cidade de Novellara. Embora fosse mulher, como filha mais velha era por direito herdeira de seu pai, já que no Ducado de Massa e Principado de Carrara a lei sálica foi derrogada em virtude do decreto imperial de Carlos V de 1529, com o qual sua ancestral Ricarda Malaspina foi investida, suo jure, dos dois feudos. Pelo lado de sua mãe descendia de um ramo colateral da família Gonzaga, os condes de Novellara, e através de linhagem feminina de um ramo colateral da família Este, os marqueses de San Martino.
Quando seu pai faleceu, em 18 de agosto de 1731, ela tinha apenas seis anos de idade, tornando-se monarca de dois pequenos estados soberanos e, como tal, uma atraente candidata para casamento.
Um dos candidatos foi o conde de Soissons, Eugénio João Francisco de Saboia, sobrinho-neto e único herdeiro do príncipe Eugénio de Saboia, que aspirava estabelecer para ele um segundo estado de Sabóia na Itália Central. Os capitulações do casamento foram assinados em Viena em 1732, mas o casamento não pôde prosseguir devido à morte prematura do jovem conde em 1734.
No final, por sugestão premente do Imperador Carlos VI, sua mãe Ricarda, duquesa regente, voltou-se para o vizinho Ducado de Módena e Régio. O jovem Hércules Reinaldo d'Este era príncipe hereditário do Ducado. O casal se casou em 1741, lançando assim as bases para a futura fusão do Ducado de Massa e Principado de Carrara no Ducado de Modena e Reggio, que durante séculos foi governado pela familia Este. No entanto, devido aos diferentes sistemas legais de sucessão aplicados nos dois ducados, esta fusão só se concretizará realmente quase noventa anos depois, em 1829.
Tendo atingido a maioridade, em 1744 ela foi formalmente investida em seus dois feudos pelo Imperador Carlos VII e recebeu seu governo das mãos de sua mãe, que ocupava a regência até então. Ficou conhecida como uma pessoa simpática e sensível, com uma boa educação transmitida por sua mãe, com especial ênfase na clemência, moderação e paciência. Empreendeu diversas reformas legislativas, construíu um hospital e promoveu as artes, a cultura e a arquitectura.
Maria Teresa era elogiada por ter ajudado a estabelecer uma Academia de Arte em Carrara.
A imperatriz Maria Teresa da Áustria procurou arranjar o casamento da filha de Maria Teresa Cybo-Malaspina, Maria Beatriz d'Este com o seu terceiro filho sobrevivente, o arquiduque Fernando Carlos, no sentido de expandir a influência austríaca na península Itálica. O duque de Modena Francisco III, por outro lado, pretendia evitar que, na ausência de descendência masculina, seu ducado pudesse ser sic et simpliciter re-confiscado pelo Império como um feudo imperial vago, assim como o Ducado de Ferrara , um feudo papal vago, havia sido incorporado aos Estados Pontifícios quase dois séculos antes.
Os cônjuges foram prometidos muito jovens e o casamento veio finalmente a ser celebrado em Milão em 15 de outubro de 1771. A partir deste casamento foi criada a Casa da Áustria-Este, como um ramo júnior da Casa de Habsburgo-Lorena, governando os Estados Estenses de 1815 a 1859.
Maria Teresa faleceu no final de 1790 em Régio da Emília, onde ela havia escolhido viver por muito tempo, após a separação de seu marido, que ocorreu quase quarenta anos antes, no momento do nascimento e morte em cueiros de seu único filho. Foi sepultada na Basilica della Madonna della Ghiara. Com a sua morte, a sua filha Maria Beatriz sucedeu-lhe nos títulos de Massa e Carrara. Os seus restantes títulos de Duquesa de Ajello, Baronesa di Paduli, Senhora Soberana de Moneta e Avenza e Senhora de Lago, Laghitello, Serra e Terrati foram também herdados por sua filha.

## Família
Maria Teresa e Hércules III tiveram dois filhos:
- Maria Beatriz d'Este  (6 de abril de 1750 - 14 de novembro de 1829) duquesa de Massa e Carrara. Foi esposa de Fernando Carlos de Áustria-Este
- Reinaldo Francisco d'Este (4 de janeiro de 1753 - 5 de maio de 1753)

## Títulos, honras e armas

Brasão da família Cybo-Malaspina, usado pelos duques de Massa e príncipes de Carrara

- 29 de junho de 1725 - 18 de agosto de 1731: Dona Maria Teresa
- 18 de agosto de 1731 - 16 de abril de 1741: Sua Alteza a Duquesa de Massa
- 16 de abril de 1741 - 22 de fevereiro de 1780: Sua Alteza Real a Princesa Herdeira de Módena, Duquesa de Massa
- 22 de fevereiro de 1780 - 29 de dezembro de 1790: Sua Alteza Real a Duquesa de Módena, Duquesa de Massa